# Skolemand
En skolemand er en der teoretisk  beskæftiger sig med undervisnings- og skoleforhold. 
Udtrykket er gammeldags, i dag bruges andre betegnelser som pædagog, skoleleder eller bachelor i pædagogik - en der har en længere uddannelse end læreruddannelsen indenfor undervisningsområdet.

## Kendte og betydende skolemænd
N.F.S. Grundtvig og Christen Kold var dem der satte gang i udviklingen af undervisning i Danmark. Grundtvig var teoretikeren og skrev om skolen. Kold var den iscenesatte en pædagogik, som dog ikke i et og alt var Grundtvigs skoletanker. Man kan ikke uden videre sige, at Kold realiserede Grundtvigs tanker om folkelig skole, men Kold regnes for grundlæggeren af den danske friskole og folkehøjskolen.